# Lumbin
Lumbin este o comună în departamentul Isère din sud-estul Franței. În 2009 avea o populație de 1.266 de locuitori.

## Evoluția populației
| An        | 1975  | 1982  | 1990  | 1999  | 2006  | 2009  |
| --------- | ----- | ----- | ----- | ----- | ----- | ----- |
| Populație | 2.123 | 1.853 | 1.447 | 1.365 | 1.347 | 1.266 |